# Antonio González Lira
Antonio González Lira (Caracas, Venezuela, 1959) es un poeta y ensayista venezolano. 
Docente egresado de la Universidad Pedagógica Experimental Libertador (UPEL), en Maracay, Venezuela. Magíster en Literatura Latinoamericana. Fundador de la agrupación literaria Hojas Sueltas, coeditor de la revista literaria El Alimento Diario y escribe para suplemento cultural del diario “El Periodiquito” de Maracay. Colabora en diversos diarios y revistas literarias del país.

## Obra poética
- Hábitos de Marte (1996,inédito)
- Ángel de Instancias ( Premio de Literatura Pedro R. Buznego, 1998)[1]
- Libro de Cerco (Premio Ciudad de Cumaná,2001, inédito)
- Lecos (Premio Augusto Padrón, 2006)